# Raoul Poulin
Pour l’article homonyme, voir Poulin.
Raoul Poulin (8 février 1900-23 octobre 1975) est un médecin et homme politique fédéral et provincial du Québec.

## Biographie
Né à Saint-Martin en Chaudière-Appalaches, il devint député de l'Union nationale dans la circonscription provinciale de Beauce en 1936. Il démissionna à peine deux mois après son élection.
Élu député indépendant dans la circonscription fédérale de Beauce en 1949, il fut réélu en 1953 et 1957. Il sera défait en 1958 par le libéral Jean-Paul Racine.